# Stadspuben
Stadspuben var en välkänd numera nedlagd pub som hörde till stadshotellet i Luleå. Tidigare låg Skeppsbrokällaren i samma lokal. Det var Stadshotellets bakficka med enklare mat än restaurangen på framsidan. Stadspuben låg vid Norra hamn, snett över gatan från Norrbottensteatern. Stadspuben öppnade 1967 och stängde 1998.
Stadspuben finns omskriven i låten Vintersaga av Ted Ström som utöver honom själv spelats in av bland andra Monica Törnell och av Jerry Williams. Frusen törst i kön till Stadspuben i Luleå...